# Сара Бертон
Сара Джейн Бертон (англ. Sarah Jane Burton; народилася у 1974 році) — англійська модельєрка, креативна директорка модного бренду Alexander McQueen, кавалерка Ордена Британської імперії. Вона створювала сукню Кетрін Міддлтон для її весілля з принцом Вільямом, герцогом Кембриджським у квітні 2011 року. У 2012 році вона увійшла до Time 100, щорічного списку 100 найвпливовіших людей у світі за версією журналу Тайм.

## Ранні роки
Бертон (уроджена Херд, англ. Heard) народилася у Маклсфілді (Східний Чешир). Вона була однією з п'яти дітей Ентоні та Даяни Хердів. Бертон вчилася у Вітінгтонській школі для дівчаток у Манчестері. Після завершення в Манчестерському політехнічному університеті підготовчого курсу про мистецтва, вона замість мистецтва вирішила зайнятися модою і вступила до Центрального коледжу мистецтва та дизайну імені Святого Мартіна у Лондоні. На третьому курсі за пропозицією свого куратора Саймона Англесса, друга Александра Макквіна, Бертон пішла на співбесіду на річне стажування у Макквіна. Вона пропрацювала інтерном рік, коли компанія ще розташовувалася у крихітній студії на Хокстон-сквер.

## Кар'єра
Після випуску в 1997 році Бертон почала працювати особистим помічником Макквіна. У 2000 році вона була призначена головною дизайнеркою жіночої лінії одягу. Вона створювала сукні для Мішель Обами, Кейт Бланшетт, Леді Гаги і Гвінет Пелтроу. Після смерті Макквіна Бертон у травні 2010 року стала креативною директоркою дому Alexander McQueen. У вересні 2010 року Бертон представила першу жіночу колекцію McQueen, повністю створену у Парижі.
У квітні 2011 року Бертон створила сукню Кетрін Міддлтон для її весілля з принцом Вільямом, герцогом Кембриджським. Бертон привернула увагу Міддлтон у 2005 році, коли вона була присутня на весіллі Тома Паркера-Боулза, сина герцогині Корнуольської, для дружини якого McQueen створив весільну сукню.

## Приватне життя
Бертон мешкає у Сент-Джонс-Вуді разом з чоловіком Девідом Бертоном, модним фотографом.

## Нагороди та премії
Сара Бертон у 2011 році була названа дизайнеркою року на British Fashion Awards. У липні 2012 року вона отримала почесний вчений ступінь від Манчестерського політехнічного університету, ставши почесним доктором мистецтв.
За заслуги перед британською індустрією моди Бертон у 2012 році стала кавалеркою Ордена Британської імперії (OBE).